# Eupithecia sardoa
Eupithecia sardoa là một loài bướm đêm trong họ Geometridae.